# Willer
Ne doit pas être confondu avec Willer-sur-Thur.
Pour les articles homonymes, voir Willer (homonymie).
Willer [vilɛʁ] est une commune française située dans la circonscription administrative du Haut-Rhin et, depuis le 1er janvier 2021, dans le territoire de la Collectivité européenne d'Alsace, en région Grand Est.
Cette commune se trouve dans la région historique et culturelle d'Alsace.
Ses habitants sont les Willerois et les Willeroises.

## Géographie
Willer est un village au sud de Mulhouse, dans le Haut-Rhin, situé dans la vallée de Hundsbach.
Willer est traversé par un cours d'eau, le Willerbach.
| Hausgauen                             | Hundsbach                              | Franken                             |
| Bettendorf                            | Willer                                 | Steinsoultz                         |
| Henflingen commune déléguée de Illtal | Grentzingen commune déléguée de Illtal | Oberdorf commune déléguée de Illtal |

### Hydrographie
La commune est dans le bassin versant du Rhin au sein du bassin Rhin-Meuse. Elle est drainée par le ruisseau de Willer,.
Le Willerbach, d'une longueur de 10 km, prend sa source dans la commune de Muespach et se jette  dans l'Ill à Bettendorf, après avoir traversé cinq communes. 

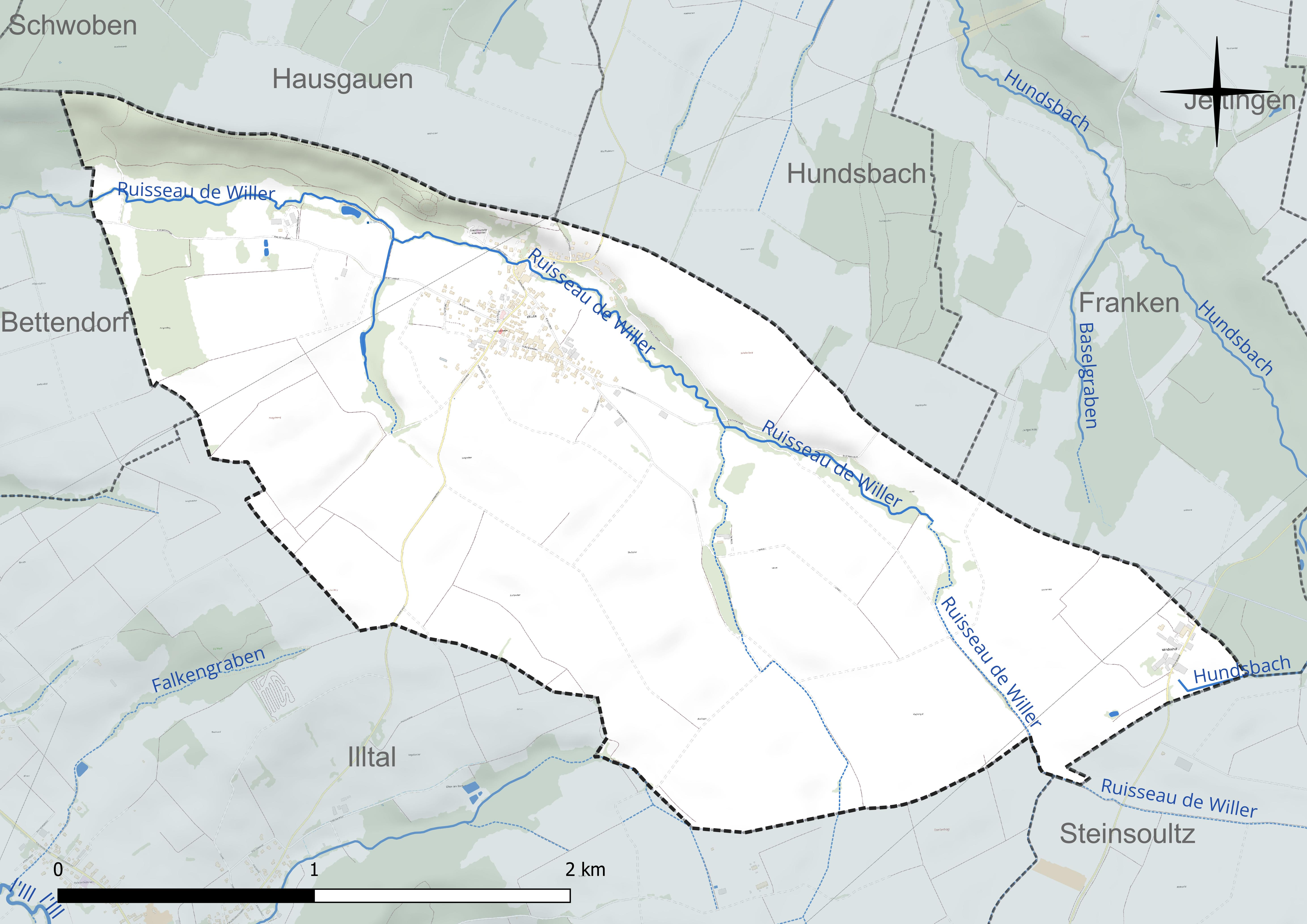
Réseau hydrographique de Willer.

### Climat
Pour des articles plus généraux, voir Climat du Grand Est et Climat du Haut-Rhin.
En 2010, le climat de la commune est de type climat des marges montargnardes, selon une étude du Centre national de la recherche scientifique s'appuyant sur une série de données couvrant la période 1971-2000. En 2020, Météo-France publie une typologie des climats de la France métropolitaine dans laquelle la commune est exposée à un climat semi-continental et est dans la région climatique  Vosges, caractérisée par une pluviométrie très élevée (1 500 à 2 000 mm/an) en toutes saisons et un hiver rude (moins de 1 °C). 
Pour la période 1971-2000, la température annuelle moyenne est de 9,6 °C, avec une amplitude thermique annuelle de 17,5 °C. Le cumul annuel moyen de précipitations est de 871 mm, avec 9,6 jours de précipitations en janvier et 9,7 jours en juillet. Pour la période 1991-2020, la température moyenne annuelle observée sur la station météorologique de Météo-France la plus proche, « Carspach », sur la commune de Carspach à 9 km à vol d'oiseau, est de 11,0 °C et le cumul annuel moyen de précipitations est de 827,7 mm. 
La température maximale relevée sur cette station est de 38,1 °C, atteinte le 4 août 2022 ; la température minimale est de −17,7 °C, atteinte le 5 février 2012,,. 
Les paramètres climatiques de la commune ont été estimés pour le milieu du siècle (2041-2070) selon différents scénarios d'émission de gaz à effet de serre à partir des nouvelles projections climatiques de référence DRIAS-2020. Ils sont consultables sur un site dédié publié par Météo-France en novembre 2022.

## Urbanisme

### Typologie
Au 1er janvier 2024, Willer est catégorisée commune rurale à habitat dispersé, selon la nouvelle grille communale de densité à sept niveaux définie par l'Insee en 2022.
Elle est située hors unité urbaine. Par ailleurs la commune fait partie de l'aire d'attraction de Bâle - Saint-Louis (partie française), dont elle est une commune de la couronne,. Cette aire, qui regroupe 94 communes, est catégorisée dans les aires de 200 000 à moins de 700 000 habitants,.

### Occupation des sols
L'occupation des sols de la commune, telle qu'elle ressort de la base de données européenne d’occupation biophysique des sols Corine Land Cover (CLC), est marquée par l'importance des territoires agricoles (86,8 % en 2018), une proportion sensiblement équivalente à celle de 1990 (87,3 %). La répartition détaillée en 2018 est la suivante : 
terres arables (71 %), forêts (8,5 %), prairies (7,9 %), zones agricoles hétérogènes (7,8 %), zones urbanisées (4,7 %). L'évolution de l’occupation des sols de la commune et de ses infrastructures peut être observée sur les différentes représentations cartographiques du territoire : la carte de Cassini (XVIIIe siècle), la carte d'état-major (1820-1866) et les cartes ou photos aériennes de l'IGN pour la période actuelle (1950 à aujourd'hui).

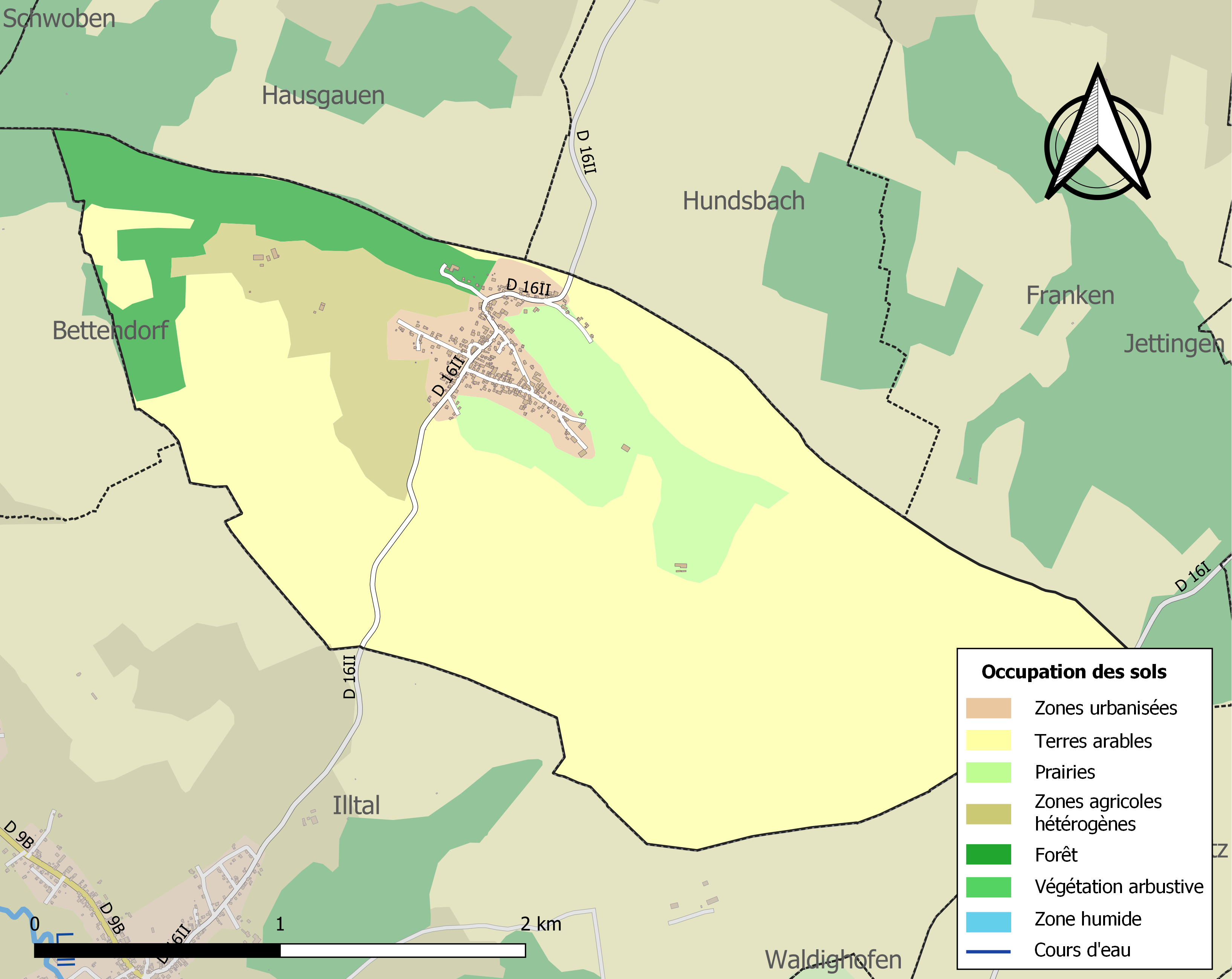
Carte des infrastructures et de l'occupation des sols de la commune en 2018 (CLC).

## Histoire
Willer a été fondé sur un camp romain.[réf. nécessaire]
La commune a été décorée de la croix de guerre 1914-1918.

## Héraldique
| Blason de Willer | Les armes de Willer se blasonnent ainsi : « D'azur à la bande d'argent, maçonnée de sable. » |

## Politique et administration
| Période    | Période  | Identité           | Étiquette | Qualité |
| ---------- | -------- | ------------------ | --------- | ------- |
| avant 1981 |          | Gérard Stampfler   |           |         |
| mars 2006  |          | Gilbert Schultheis |           |         |
| mai 2020   | En cours | Rita Hell          |           |         |

### Budget et fiscalité 2015
En 2015, le budget de la commune était constitué ainsi :
- total des produits de fonctionnement : 305 000 €, soit 908 € par habitant ;
- total des charges de fonctionnement : 187 000 €, soit 556 € par habitant ;
- total des ressources d'investissement : 224 000 €, soit 666 € par habitant ;
- total des emplois d'investissement : 156 000 €, soit 465 € par habitant ;
- endettement : 699 000 €, soit 2 080 € par habitant.

Avec les taux de fiscalité suivants :
- taxe d'habitation : 16,43 % ;
- taxe foncière sur les propriétés bâties : 13,42 % ;
- taxe foncière sur les propriétés non bâties : 73,21 % ;
- taxe additionnelle à la taxe foncière sur les propriétés non bâties : 50,60 % ;
- cotisation foncière des entreprises : 21,71 %.

## Démographie
L'évolution du nombre d'habitants est connue à travers les recensements de la population effectués dans la commune depuis 1793. Pour les communes de moins de 10 000 habitants, une enquête de recensement portant sur toute la population est réalisée tous les cinq ans, les populations de référence des années intermédiaires étant quant à elles estimées par interpolation ou extrapolation. Pour la commune, le premier recensement exhaustif entrant dans le cadre du nouveau dispositif a été réalisé en 2007.

En 2022, la commune comptait 299 habitants, en évolution de −5,38 % par rapport à 2016 (Haut-Rhin : +0,66 %, France hors Mayotte : +2,11 %).
| 1793 | 1800 | 1806 | 1821 | 1831 | 1836 | 1841 | 1846 | 1851 |
| ---- | ---- | ---- | ---- | ---- | ---- | ---- | ---- | ---- |
| 371  | 440  | 501  | 526  | 566  | 626  | 672  | 729  | 724  |

| 1856 | 1861 | 1866 | 1871 | 1875 | 1880 | 1885 | 1890 | 1895 |
| ---- | ---- | ---- | ---- | ---- | ---- | ---- | ---- | ---- |
| 593  | 605  | 634  | 671  | 639  | 604  | 520  | 530  | 488  |

| 1900 | 1905 | 1910 | 1921 | 1926 | 1931 | 1936 | 1946 | 1954 |
| ---- | ---- | ---- | ---- | ---- | ---- | ---- | ---- | ---- |
| 481  | 460  | 466  | 406  | 383  | 380  | 345  | 359  | 344  |

| 1962 | 1968 | 1975 | 1982 | 1990 | 1999 | 2006 | 2007 | 2012 |
| ---- | ---- | ---- | ---- | ---- | ---- | ---- | ---- | ---- |
| 361  | 362  | 350  | 343  | 316  | 303  | 325  | 328  | 330  |

| 2017 | 2022 | - | - | - | - | - | - | - |
| ---- | ---- | - | - | - | - | - | - | - |
| 308  | 299  | - | - | - | - | - | - | - |

## Lieux et monuments
- Voie romaine (Rœmerstraessle), en surplomb de Willer, Blodelsheim... Elle reliait Epomanduodurum (Mandeure) à Augusta Raurica (Augst)[22].
- « Camp romain », au lieu-dit Burgrain ; il pourrait s'agir d'un ouvrage remontant seulement au Moyen Âge.
- L'église Notre-Dame de l'Assomption[23] et son orgue[24].

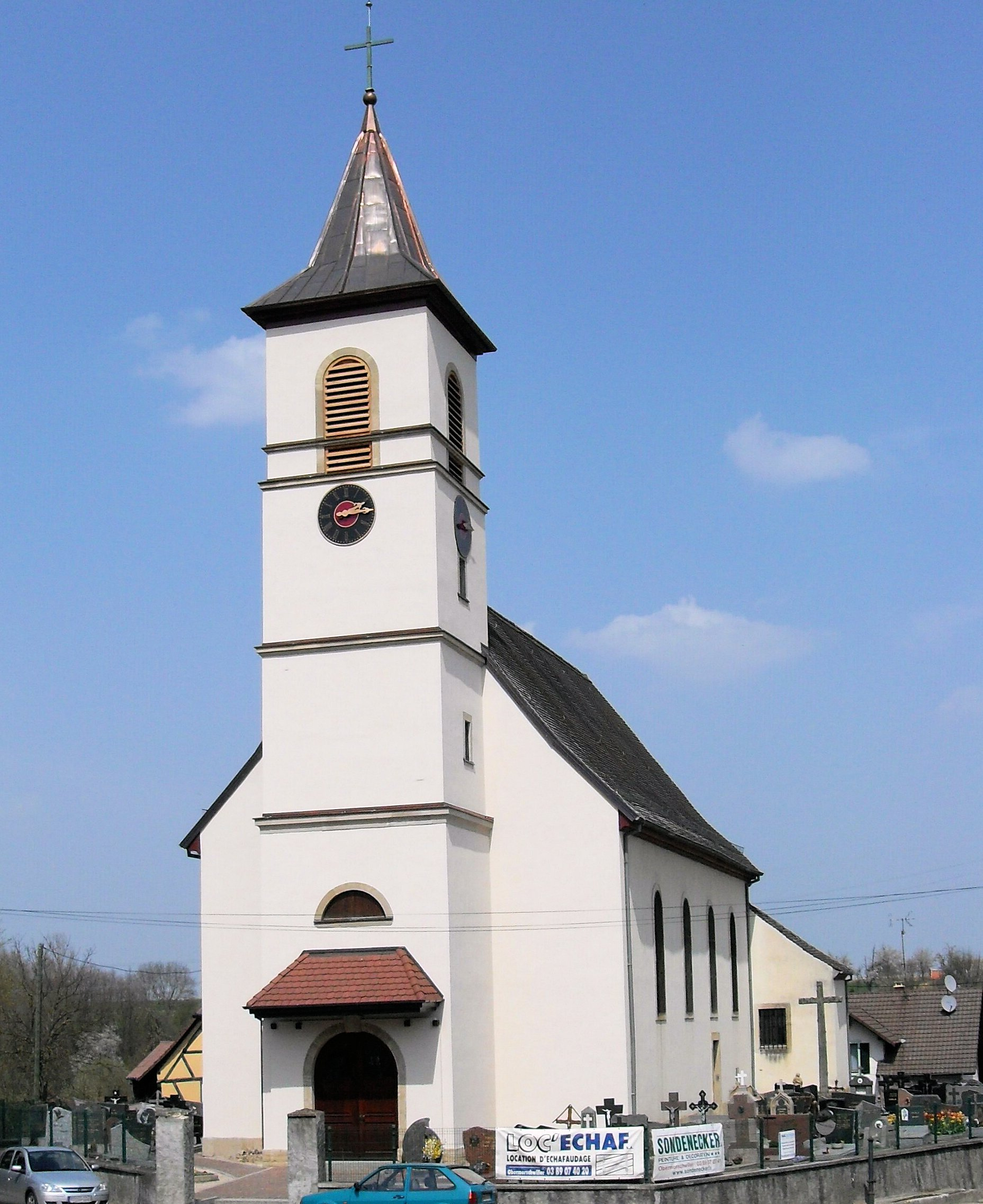
L'église Notre-Dame de l'Assomption.
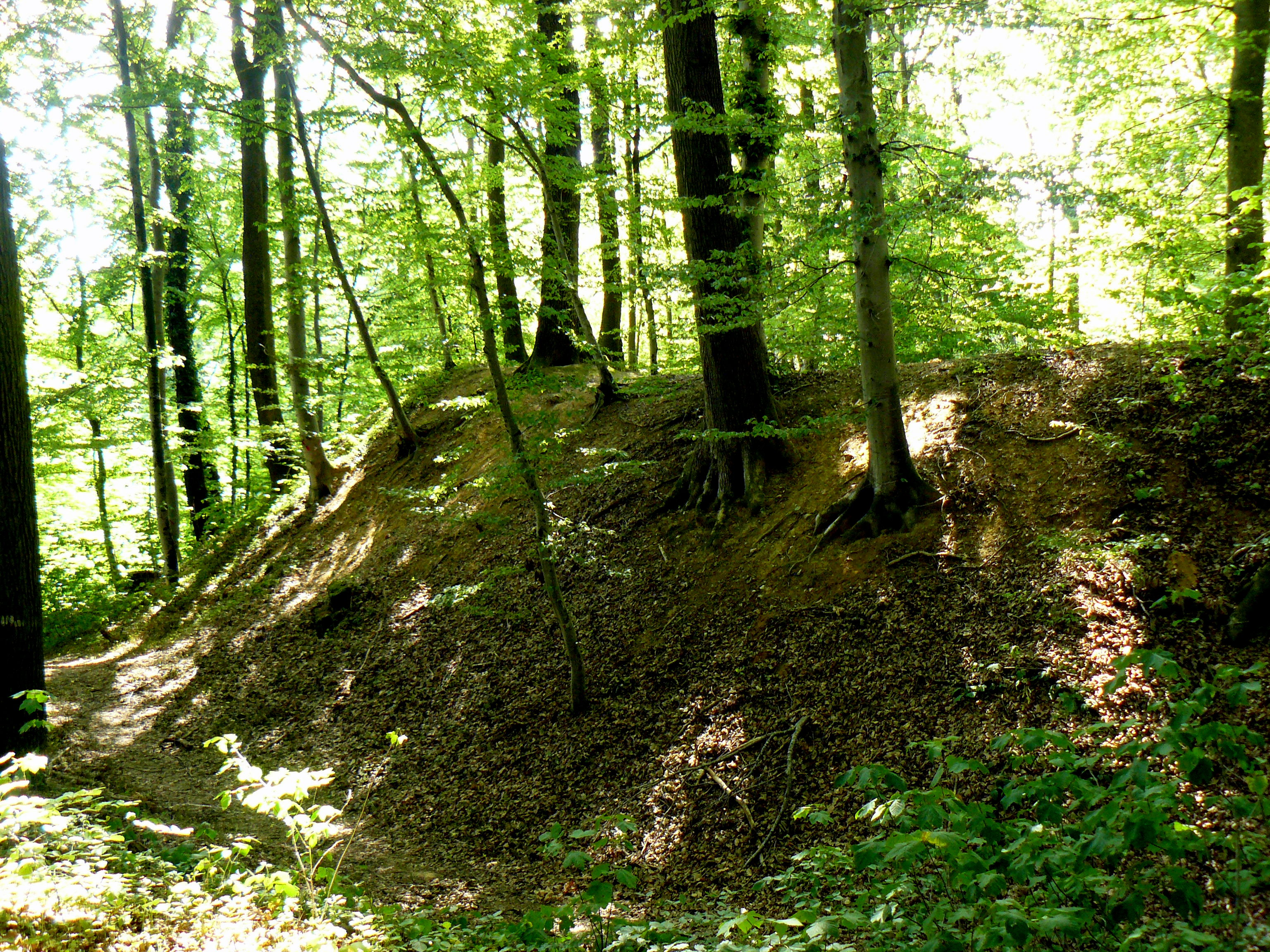
Détail du « camp romain » (origine controversée), à proximité de la voie romaine.

## Personnalités liées à la commune
- Charles Keller, directeur d'une filature à Willer